# Кобзівка
Ко́бзівка — село в Україні, у Берестинському районі Харківської області. Населення становить 527 осіб. Орган місцевого самоврядування — Кобзівська сільська рада. Герб села є промовистим.

## Географія
Село Кобзівка розташоване на березі Кобзівського водосховища, що на річці Вошива. Нижче за течією на відстані 1 км розташоване село Одрадівка, на відстані 2 км розташоване село Кобзівка Друга.
На відстані 4 км проходить автомобільна дорога М18 (E105).

## Історія
Село Кобзівка засноване як «зимівники» козаками Запорізької Січі. З 1734 року територія сучасного села Кобзівка входила до складу земель Самарської паланки, а з 1768 року - Орельської паланки Запорізької Січі. У 1780 році на території сучасного села сімейними козаками Полтавського полку було засновано хутір «Землянський». Назву село отримало за прізвищем поміщика Кобозєва, якому були даровані землі.
Під час організованого радянською владою Голодомору 1932—1933 років померло щонайменше 142 жителі села.

## Населення
Згідно з переписом УРСР 1989 року чисельність наявного населення села становила 521 особа, з яких 237 чоловіків та 284 жінки.
За переписом населення України 2001 року в селі мешкали 644 особи.

### Мова
Розподіл населення за рідною мовою за даними перепису 2001 року:
| Мова       | Відсоток |
| ---------- | -------- |
| українська | 94,47 %  |
| російська  | 5,38 %   |
| молдовська | 0,15 %   |

## Економіка
- Молочно-товарна ферма.
- Приватне аграрно-орендне підприємство «Промінь».

## Об'єкти соціальної сфери
- Дитячий садочок.
- Будинок культури.

## Символіка

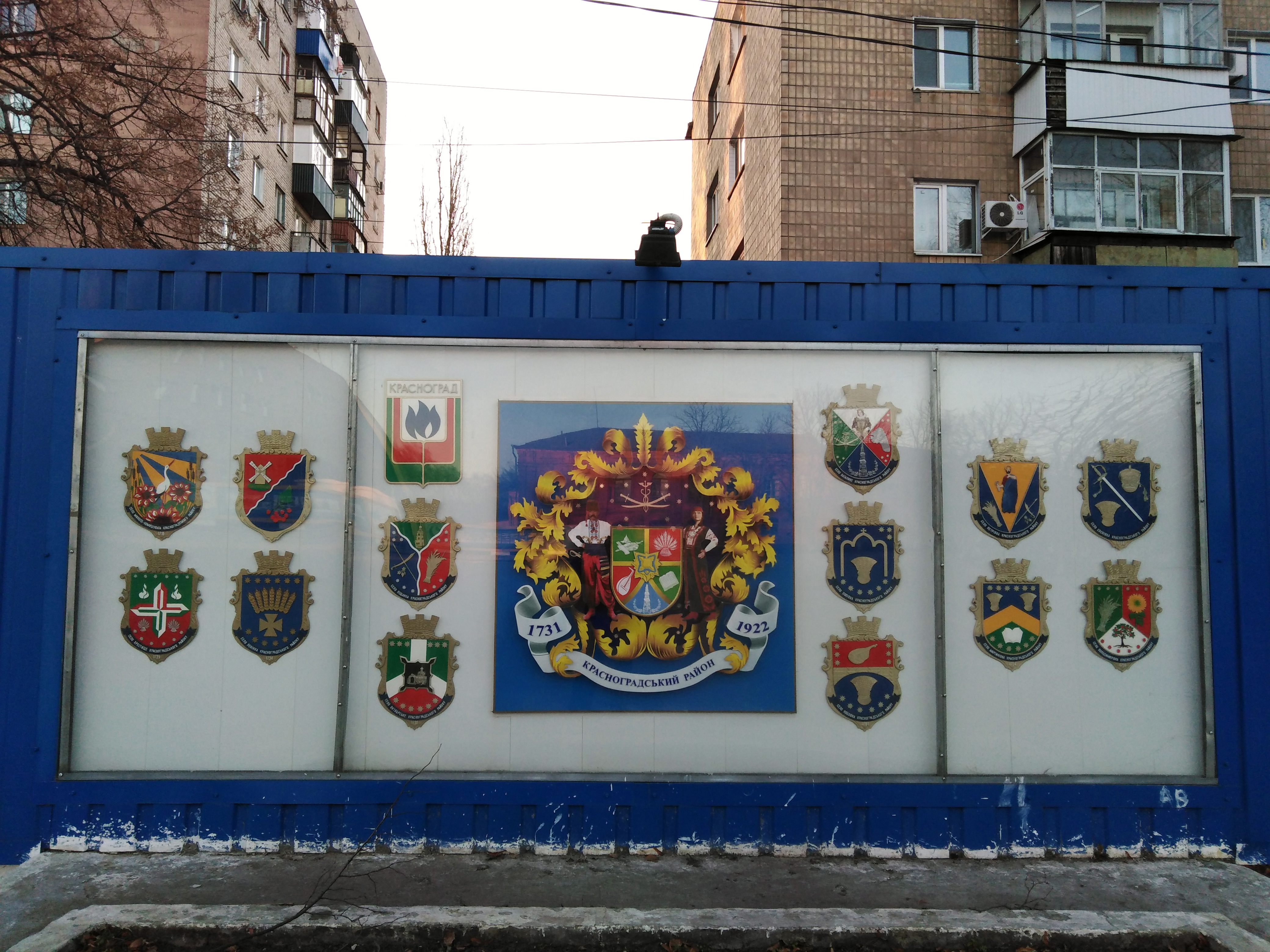
Герби населених пунктів Берестинського району серед них праворуч, герб села Кобзівка

### Герб та прапор
Стилізована золота колодка Ордена Держави звання Героя України, що поділяє гербовий щит на 2 частини, символізує особистий вклад в розвиток населеного пункту, мешканця села — керівника сільськогосподарського підприємства Героя України Гулого Івана Михайловича. Складовими стилізованої золотої колодки Ордена Держави звання Героя України є золоті цеглини, що символізують безпосередній вклад кожного мешканця, як в розвиток поселення, так і особисту участь кожного селянина в економічному розвитку території сільської ради.
Золоте стилізоване зображення кобзи — відображає назву адміністративного центру сільської ради та символізує культурну спадщину її території, яка своїм корінням походе із далекого минулого.
Зображення колосів пшениці є ознакою сільськогосподарської направленості діяльностті жителів сучасної території сільської ради з давніх часів.
Зображення дванадцяти восьмипроміневих зірок відображає факт входження земель Кобзівської сільської ради до території Вольностей Війська Запорізького, та існування на її теренах «зимових» поселень козаків. З 1734 року землі сучасної території Кобзівської сільської ради входили до складу Самарської, а пізніше — Орільської паланок Вольностей Війська Запорізького.
Срібний напис «1781» на картуші герба символізує рік відновлення поселень на сучасній території Кобзівської сільської ради.

## Відомі люди
- Дейнега Сергій Євгенович (1985—2014) — військовослужбовець Луганського прикордонного загону (військова частина 9938) Державної прикордонної служби. Загинув у зоні проведення АТО.